# 전설 원순 고모음
전설 원순 고모음(前舌圓脣高母音) 또는 전설 원순 폐모음(前舌圓脣閉母音)은 홀소리의 하나이다.
- 이 홀소리는 혀의 위치를 닿소리가 되지 않을 정도로 앞으로 해서 발음하는 전설 모음이다.
- 이 홀소리는 입술을 둥글게 하고 발음하는 원순 모음이다.
- 이 홀소리는 자음이 되지 않을만큼 혀의 위치를 높게 해서 발음하는 고모음이다.

## 예
| 언어           | 철자     | 발음      | 뜻       |
| 아제르바이잔어 | güllə    | [ɟylˈlæ]  | 총       |
| 표준 중국어    | 女 / nǚ  | [ny˨˩˦]   | 여       |
| 광둥어         | 書 / syū | [syː˥]    | 책       |
| 튀르키예어     | güneş    | [[ɟyˈn̪e̞ʃ] | 태양     |
| 프랑스어       | chute    | [ʃyt]     | 떨어지다 |
| 핀란드어       | yksi     | ['yksi]   | 1        |